# Koloss
Koloss  è il settimo album in studio del gruppo musicale svedese Meshuggah, pubblicato il 23 marzo 2012 dalla Nuclear Blast.

## Descrizione
Il batterista Tomas Haake ha dichiarato: "Come sempre, cerchiamo di portare la nostra musica in una direzione leggermente diversa con ogni album e con Koloss, siamo andati esattamente nel verso che volevamo. Brutalità organica, visceralità e groove, il tutto stipato in 54 minuti di trattamento metal, da evitare per i deboli di cuore!"

## Pubblicazione
L'album è stato pubblicato il 23 marzo 2012 in Europa, e il 27 marzo in Nord America. È stato pubblicato come un disco standard, in versione digipak con un DVD bonus, e in edizione limitata in una scatola a "cubo magico" (un cubo di Rubik con l'artwork dell'album), e un doppio LP in vinile.
L'album ha debuttato al numero 17 nella Billboard 200 statunitense, con vendite nella prima settimana di 18 342 copie. Per la band e l'etichetta discografica è la più alta posizione di sempre nelle classifiche. Koloss ha anche debuttato al numero 27 nella classifica canadese.

## Tracce
1. I Am Colossus – 4:43
2. The Demon's Name Is Surveillance – 4:35
3. Do Not Look Down – 4:43
4. Behind the Sun – 6:14
5. The Hurt that Finds You First – 5:33
6. Marrow – 5:35
7. Break Those Bones Whose Sinews Gave it Motion – 6:55
8. Swarm – 5:26
9. Demiurge – 6:16
10. The Last Vigil – 4:32

## Formazione
- Jens Kidman – voce
- Fredrik Thordendal – chitarra
- Mårten Hagström – chitarra
- Dick Lövgren – basso
- Tomas Haake – batteria